# Юнацька збірна Іспанії з футболу (U-18)
Юнацька збірна Іспанії з футболу (U-18) — національна футбольна збірна Іспанії, що складається із гравців віком до 18 років. Керівництво командою здійснює Королівська іспанська футбольна федерація. Збірна може брати участь у товариських і регіональних змаганнях.
Формує найближчий кадровий резерв для основної юнацької збірної, команди до 19 років, яка може кваліфікуватися на Юнацький чемпіонат Європи з футболу (U-19). До зміни формату юнацьких чемпіонатів Європи у 2001 році саме команда 18-річних функціонувала як основна юнацька збірна і була учасником континентальної юнацької першості з футболу.

## Виступи на міжнародних турнірах

### Юніорський турнір ФІФА
| Рік    | Раунд                  | І                      | В                      | Н                      | П                      | Г+                     | Г-                     |
| ------ | ---------------------- | ---------------------- | ---------------------- | ---------------------- | ---------------------- | ---------------------- | ---------------------- |
| 1948   | відмовилися від участі | відмовилися від участі | відмовилися від участі | відмовилися від участі | відмовилися від участі | відмовилися від участі | відмовилися від участі |
| 1949   | відмовилися від участі | відмовилися від участі | відмовилися від участі | відмовилися від участі | відмовилися від участі | відмовилися від участі | відмовилися від участі |
| 1950   | відмовилися від участі | відмовилися від участі | відмовилися від участі | відмовилися від участі | відмовилися від участі | відмовилися від участі | відмовилися від участі |
| 1951   | відмовилися від участі | відмовилися від участі | відмовилися від участі | відмовилися від участі | відмовилися від участі | відмовилися від участі | відмовилися від участі |
| 1952   | переможець             | 2                      | 1                      | 1                      | 0                      | 4                      | 1                      |
| 1953   | четверте місце         | 4                      | 2                      | 0                      | 2                      | 13                     | 7                      |
| 1954   | переможець             | 5                      | 4                      | 1                      | 0                      | 14                     | 3                      |
| Усього | 3/7                    | 11                     | 7                      | 2                      | 2                      | 31                     | 11                     |

### Юніорський турнір УЄФА
| Рік    | Раунд                  | І                      | В                      | Н                      | П                      | Г+                     | Г-  |
| ------ | ---------------------- | ---------------------- | ---------------------- | ---------------------- | ---------------------- | ---------------------- | --- |
| 1955   | груповий етап          | 3                      | 2                      | 1                      | 0                      | 8                      | 3   |
| 1956   | відмовилися від участі | відмовилися від участі | відмовилися від участі | відмовилися від участі | відмовилися від участі | відмовилися від участі |     |
| 1957   | віце-чемпіон           | 5                      | 3                      | 1                      | 1                      | 18                     | 5   |
| 1958   | груповий етап          | 3                      | 2                      | 1                      | 0                      | 7                      | 4   |
| 1959   | груповий етап          | 3                      | 2                      | 0                      | 1                      | 10                     | 2   |
| 1960   | груповий етап          | 3                      | 1                      | 0                      | 2                      | 4                      | 8   |
| 1961   | четверте місце         | 4                      | 1                      | 1                      | 2                      | 10                     | 9   |
| 1962   | груповий етап          | 3                      | 0                      | 1                      | 2                      | 1                      | 4   |
| 1963   | відбірковий раунд      | 2                      | 0                      | 1                      | 1                      | 4                      | 5   |
| 1964   | віце-чемпіон           | 5                      | 4                      | 0                      | 1                      | 10                     | 7   |
| 1965   | груповий етап          | 2                      | 0                      | 1                      | 1                      | 2                      | 3   |
| 1966   | четверте місце         | 5                      | 2                      | 1                      | 2                      | 6                      | 6   |
| 1967   | груповий етап          | 5                      | 1                      | 0                      | 4                      | 6                      | 8   |
| 1968   | відбірковий раунд      | 2                      | 0                      | 1                      | 1                      | 1                      | 2   |
| 1969   | груповий етап          | 3                      | 1                      | 0                      | 2                      | 3                      | 5   |
| 1970   | відбірковий раунд      | 4                      | 2                      | 0                      | 2                      | 7                      | 10  |
| 1971   | груповий етап          | 3                      | 1                      | 1                      | 1                      | 2                      | 2   |
| 1972   | четверте місце         | 5                      | 2                      | 3                      | 0                      | 11                     | 4   |
| 1973   | відбірковий раунд      | 4                      | 1                      | 1                      | 2                      | 7                      | 7   |
| 1974   | груповий етап          | 5                      | 2                      | 2                      | 1                      | 3                      | 3   |
| 1975   | відбірковий раунд      | 2                      | 0                      | 1                      | 1                      | 1                      | 2   |
| 1976   | третє місце            | 7                      | 5                      | 1                      | 1                      | 17                     | 4   |
| 1977   | відбірковий раунд      | 4                      | 1                      | 2                      | 1                      | 5                      | 3   |
| 1978   | груповий етап          | 5                      | 3                      | 1                      | 1                      | 7                      | 3   |
| 1979   | відбірковий раунд      | 2                      | 1                      | 0                      | 1                      | 3                      | 4   |
| 1980   | груповий етап          | 5                      | 4                      | 0                      | 1                      | 9                      | 2   |
| Усього | 18/26                  | 94                     | 41                     | 21                     | 32                     | 162                    | 115 |

### Чемпіонат Європи (серед 18-річних)
| Рік    | Раунд             | І   | В  | Н  | П  | Г+  | Г-  |
| ------ | ----------------- | --- | -- | -- | -- | --- | --- |
| 1981   | четверте місце    | 7   | 3  | 4  | 0  | 12  | 5   |
| 1982   | другий раунд      | 5   | 1  | 1  | 3  | 7   | 6   |
| 1983   | другий раунд      | 5   | 2  | 1  | 2  | 4   | 3   |
| 1984   | другий раунд      | 5   | 2  | 1  | 2  | 7   | 6   |
| 1986   | перший раунд      | 6   | 2  | 2  | 2  | 7   | 8   |
| 1988   | четверте місце    | 9   | 7  | 0  | 2  | 22  | 4   |
| 1990   | третє місце       | 9   | 6  | 1  | 2  | 17  | 9   |
| 1992   | відбірковий раунд | 6   | 0  | 3  | 3  | 2   | 9   |
| 1993   | третє місце       | 8   | 6  | 1  | 1  | 22  | 12  |
| 1994   | третє місце       | 4   | 3  | 0  | 1  | 14  | 8   |
| 1995   | переможець        | 8   | 7  | 1  | 0  | 24  | 9   |
| 1996   | віце-чемпіон      | 8   | 4  | 3  | 1  | 12  | 3   |
| 1997   | третє місце       | 8   | 5  | 2  | 1  | 13  | 7   |
| 1998   | груповий етап     | 9   | 7  | 0  | 2  | 18  | 10  |
| 1999   | груповий етап     | 8   | 3  | 4  | 1  | 20  | 7   |
| 2000   | перехідний раунд  | 5   | 3  | 1  | 1  | 11  | 2   |
| 2001   | третє місце       | 8   | 6  | 1  | 1  | 19  | 8   |
| Усього | 14/17             | 118 | 67 | 26 | 25 | 231 | 116 |

### Кубок Меридіан
| Рік    | Раунд        | І  | В  | Н | П | Г+ | Г- |
| ------ | ------------ | -- | -- | - | - | -- | -- |
| 1997   | віце-чемпіон | 5  | 2  | 2 | 1 | 9  | 6  |
| 1999   | переможець   | 5  | 4  | 1 | 0 | 14 | 3  |
| 2001   | переможець   | 4  | 3  | 1 | 0 | 9  | 1  |
| 2003   | переможець   | 4  | 4  | 0 | 0 | 16 | 1  |
| 2005   | третє місце  | 4  | 4  | 0 | 0 | 9  | 0  |
| Усього | 5/5          | 22 | 17 | 4 | 1 | 57 | 11 |

### Середземноморські ігри
| Статистика на Середземноморських іграх | Статистика на Середземноморських іграх | Статистика на Середземноморських іграх | Статистика на Середземноморських іграх | Статистика на Середземноморських іграх | Статистика на Середземноморських іграх | Статистика на Середземноморських іграх | Статистика на Середземноморських іграх | Статистика на Середземноморських іграх |
| Рік                                    | Раунд                                  | Місце                                  | І                                      | В                                      | Н*                                     | П                                      | Г+                                     | Г-                                     |
| -------------------------------------- | -------------------------------------- | -------------------------------------- | -------------------------------------- | -------------------------------------- | -------------------------------------- | -------------------------------------- | -------------------------------------- | -------------------------------------- |
| 2018                                   | переможець                             | 1-е                                    | 4                                      | 4                                      | 0                                      | 0                                      | 11                                     | 5                                      |
| Усього                                 | 1 перемога                             | 1/1                                    | 4                                      | 4                                      | 0                                      | 0                                      | 11                                     | 5                                      |